# Exit! (Album)
Exit! ist ein Jazzalbum des Fire! Orchestra unter Leitung von Mats Gustafsson. Die am 13. Januar 2012 entstandenen Aufnahmen erschienen im Januar 2013 auf Rune Grammofon.

## Hintergrund
Das Fire! Orchestra entstand aus der Ausweitung des Kerntrios, mit dem der Saxophonist Mats Gustafsson mit dem Bassisten Johan Berthling und dem Schlagzeuger Andreas Werliin arbeitete. Sie arbeiteten dabei mit Gästen wie Jim O’Rourke und Oren Ambarchi zusammen. Daraus ging für das Projekt Exit! ein 28-köpfiges Orchester hervor.
Exit! Ist eine zweiteilige, fortlaufende 44-minütige Suite. Dargeboten wurde sie u. a. von sechs Holzbläsern und fünf Blechbläsern, insgesamt drei Keyboarder/Elektroniker, vier Bassisten und vier Schlagzeugern. Arnold de Boers’ Text – von beinahe lyrischen Passagen bis hin zu klagenden Ausrastern – wird von drei Sängern vorgetragen, darunter Sofia Jernberg.

## Titelliste
- Fire! Orchestra: Exit! (Rune Grammofon RLP 31)[1]

1. Exit!, Pt. 1 19:29
2. Exit!, Pt. 2 24:54

Die Kompositionen stammen von Mats Gustafsson.

## Rezeption
Das Fire! Orchestra vereine Schlüsselfiguren der sich überschneidenden Stockholmer Jazz-, Rock- und Experimental-Szenen, stellte Daniel Spicer von Jazz Wise in seiner Besprechung von Exit! fest, die er mit vier Sternen krönt. Die beiden langen Tracks vermittelten ein Gefühl kolossalen Ausmaßes, das an George Russells Electronic Sonata for Souls Loved by Nature ebenso erinnere wie an Keith Tippetts ausuferndes Projekt Centipede (Septober Energy): Massive Bläser würden anschwellen und zustoßen, die E-Gitarre steigere sich in Paroxysmen im Stil von Sonny Sharrock, und die rohe Elektronik rumpele und dröhne, während die Sängerinnen Mariam Wallentin und Sofia Jernberg unverblümt poetische Texte singen, die Arnold de Boer von The Ex geschrieben hatte. Das alles werde durch die monströsen Grooves, die Berthling und Werliin perfektioniert haben, davor bewahrt, im Chaos zu versinken: Das erste Stück sei ein schleichender, bluesiger Gang, das zweite ein kometenhafter Krautrock-Galopp mit Anklängen an Cans Mother Sky. „Ein kühner Plan, der wider Erwarten prächtig gelingt.“
Nach Ansicht von John Kelman, der das Album in All About Jazz rezensierte, sei hier ein unerbittliches Album mit hoher Energie und hoher Lautstärkedichte zu erwarten. Allerdings sei Exit! eine absolute Überraschung, auf die bestmögliche Art und Weise. Es gebe zwar auch eine Menge „kakophonisches Chaos“ und jede Menge „Potenzial für ernsthaften, fröhlichen Lärm“. Angesichts der ungebremsten und unerbittlichen Improvisationen sei es keine Überraschung, dass sich die Höhepunkte zuweilen von einer Welle zur anderen aufbauen. Selbst wenn die Dynamik nachlasse, gebe es jede Menge Kantigkeit, die eindeutig nichts für schwache Nerven sei. Eine breitere Instrumentierung und ein stärkeres Gespür für die Konstruktion machten Exit! zu einem berauschenden Erlebnis, zu dem man immer wieder zurückkehren könnte, da sich mit jedem Hören eine Vielzahl an Belohnungen entfalte.